# Filippo Inzaghi
Filippo „Pippo“ Inzaghi (* 9. August 1973 in Piacenza) ist ein ehemaliger italienischer Fußballspieler und heutiger -trainer. Der Stürmer spielte 17 Jahre für verschiedene Vereine in der Serie A, davon 12 Jahre für die AC Mailand. Mit der italienischen Nationalmannschaft, für die er 57 Spiele absolvierte, wurde er im Jahre 2006 Weltmeister. Er beendete 2012 seine Spielerkarriere und ist seitdem als Trainer tätig.

## Spielerkarriere

### Im Verein

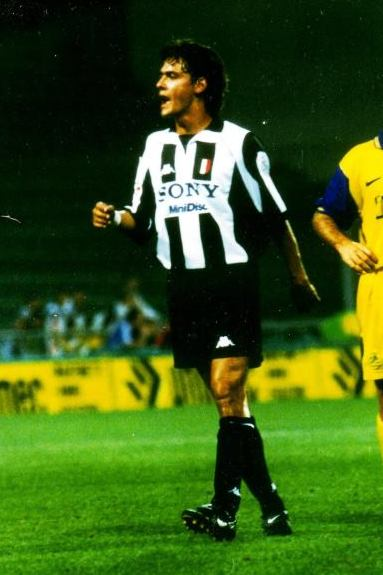
Inzaghi im Trikot von Juventus Turin (1997)

Die ersten Gehversuche im italienischen Profifußball machte Inzaghi in der Saison 1991/92 bei seinem Heimatverein FC Piacenza, für den er in der Serie B, der zweithöchsten italienischen Spielklasse, zu zwei Einsätzen kam. Im Jahr darauf schoss er 13 Tore in 21 Serie-C1-Spielen (dritte italienische Liga) für die UC AlbinoLeffe.
Nach jeweils einjährigen Intermezzi in Verona und wieder Piacenza debütierte Inzaghi in der Saison 1995/96 mit der AC Parma in der Serie A und schoss dabei zwei Tore in 15 Spielen.
Endgültig etablierte sich Inzaghi dann in der Saison 1996/97, als ihm in seinem zweiten Jahr in der Serie A 24 Tore in 33 Spielen für Atalanta Bergamo gelangen. Dadurch wurden die Topklubs Italiens auf ihn aufmerksam und er wechselte 1997 zu Juventus Turin, für die er vier Spielzeiten mit großem Erfolg spielte, 1997/98 italienischer Meister wurde und insgesamt 57 Tore in 120 Serie-A-Spielen verbuchen konnte.
Vor der Saison 2001/02 wechselte Inzaghi für die Ablösesumme von angeblich rund 40 Milliarden Lire (umgerechnet über 20 Millionen Euro) und zusätzlich für den Mittelfeldakteur Cristian Zenoni zur AC Mailand, mit der er 2002/03 die UEFA Champions League gewann und 2003/04 seinen zweiten Scudetto holte.

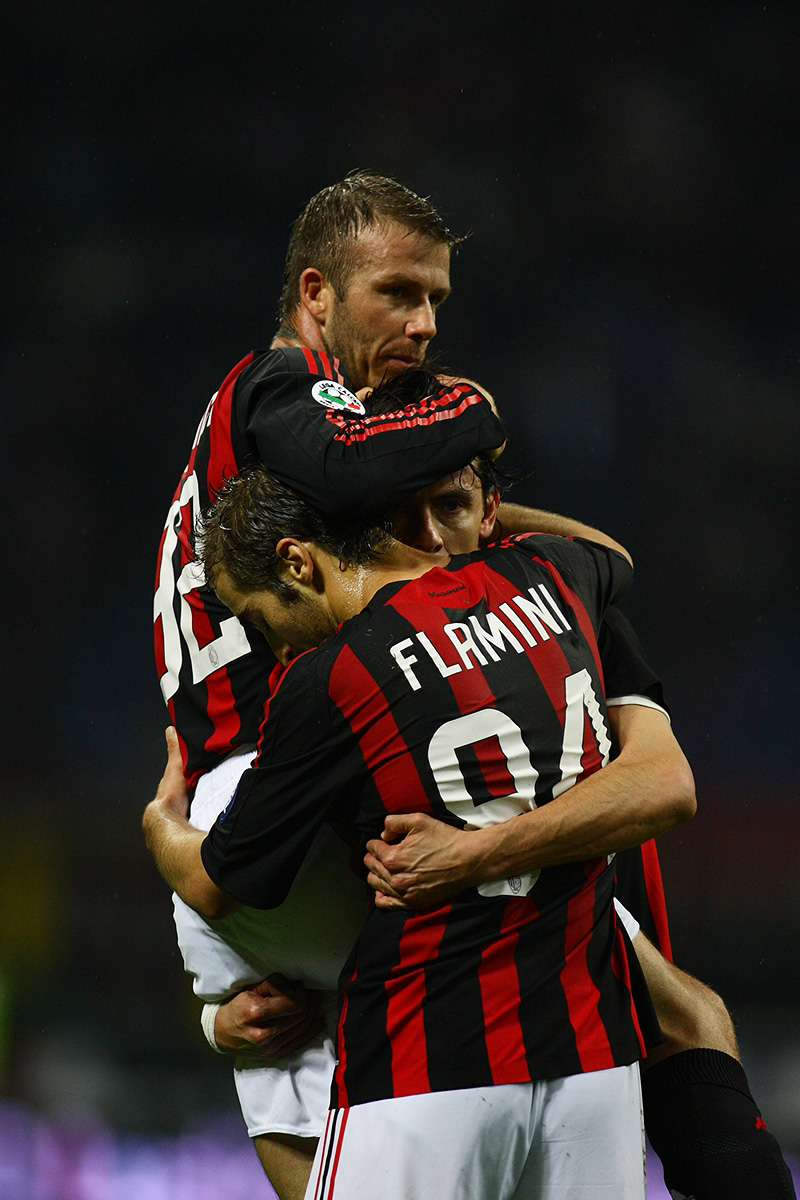
Inzaghi im Trikot der AC Mailand, mit David Beckham und Mathieu Flamini (2009)

In der Serie-A-Saison 2006/07 kam er auf 20 Spiele und erzielte dabei nur zwei Tore. Der jüngere Stürmer Alberto Gilardino wurde ihm in der Liga oft vorgezogen und so kam Inzaghi häufig nur als Joker zum Einsatz. In der Champions League jedoch führte er seine Mannschaft mit vier Toren bis ins Finale gegen den FC Liverpool, in dem er mit zwei Treffern Milan zum 2:1-Sieg führte.
Am 4. Dezember 2007 erzielte Inzaghi gegen den Celtic FC sein 63. Europapokal-Tor und löste damit Gerd Müller als erfolgreichsten Torschützen in der Geschichte des Fußball-Europapokals ab. In der Liste der Champions-League-Rekordtorschützen ist er mit 46 Toren aktuell Dreizehnter (Stand: 24. August 2022). Für die AC Mailand erzielte Inzaghi 47 Champions-League-Tore und stellte damit einen Vereinsrekord auf.
Nachdem er in der Woche zuvor in der Champions League beim 2:2 gegen Real Madrid noch beide Tore erzielt hatte, zog sich Inzaghi am 10. November 2010 im Spiel gegen US Palermo einen Kreuzbandriss sowie einen Meniskusschaden im linken Knie zu.
Nach der Saison 2011/12 beendete Inzaghi seine Karriere.

### In der Nationalmannschaft
Inzaghi gab sein Debüt in der italienischen Nationalmannschaft am 8. Juni 1997 während des Tournoi de France gegen Brasilien.
Bei der Weltmeisterschaft 1998 erreichte er mit Italien das Viertelfinale. Inzaghi kam zweimal zum Einsatz und schoss dabei kein Tor. 2000 wurde Inzaghi Vize-Europameister, er bestritt dabei vier Partien und erzielte zwei Treffer. Bei der WM 2002 scheiterte er mit seiner Mannschaft schon im Achtelfinale gegen den Gastgeber Südkorea und kam nur zweimal zum Einsatz.
Ende April 2004 musste sich der Stürmer einer Knie-Operation unterziehen und wurde auf Grund dieser Verletzung nicht für die EM-Endrunde 2004 in Portugal berücksichtigt. 2006 wurde Inzaghi Weltmeister. Bei seinem einzigen Einsatz, im Gruppenspiel gegen Tschechien, erzielte er den Treffer zum Endstand von 2:0.
Mit insgesamt 25 Toren in 57 Länderspielen rangiert er auf dem sechsten Platz der ewigen Torschützenliste Italiens.

### Spielstil
Filippo Inzaghi galt im Allgemeinen nicht als großer Techniker, schneller Sprinter oder physisch starker Spieler. Die niederländische Fußballlegende Johan Cruyff sagte scherzhaft über Inzaghi, dass dieser eigentlich gar nicht Fußballspielen könne. Seine mangelnde Laufbereitschaft kommentierte Inzaghi selbst mit den Worten: „Zum Laufen sind andere da.“
Inzaghi war einer der erfolgreichsten Torjäger im Europapokal. Auch in der italienischen Nationalmannschaft und für seine Vereine konnte er sich oft in der Torschützenliste eintragen. Dies verdankte er insbesondere seiner Spielweise:
Inzaghi war ein typischer Strafraumstürmer, der sich stets an der Grenze zum Abseits positionierte und das Tor immer anvisierte. Dies ermöglichte ihm, nach einem guten Zuspiel eines Mannschaftskameraden und einem entsprechend abgestimmten Lauf den Ball in einem direkten Duell mit dem gegnerischen Torwart ins Tor zu befördern. Dieses Spiel an der Abseitsgrenze hatte jedoch auch zur Folge, dass er häufiger als jeder andere Spieler in der Serie A im Abseits stand, was Sir Alex Ferguson mit dem Ausspruch, Inzaghi sei „im Abseits geboren“, kommentierte. Oftmals hatte er jedoch das Glück, dass seine Abseitsposition nicht erkannt wurde, sodass er erfolgreich zum Abschluss kam. Ferner hatte er einen ausgeprägten Torinstinkt mit außerordentlicher Reaktionsschnelle, wodurch er oft im richtigen Moment am richtigen Ort stand, um den Ball ins Tor zu befördern. Zudem verfügte er über hohe Schuss- und Kopfballgenauigkeit, sodass er auch aus schwierigen Winkeln treffen konnte.

### Erfolge als Spieler
Nationalmannschaft 
- U-21-Europameisterschaft: 1994
- Vize-Europameister: 2000
- Weltmeister: 2006

 Piacenza Calcio 

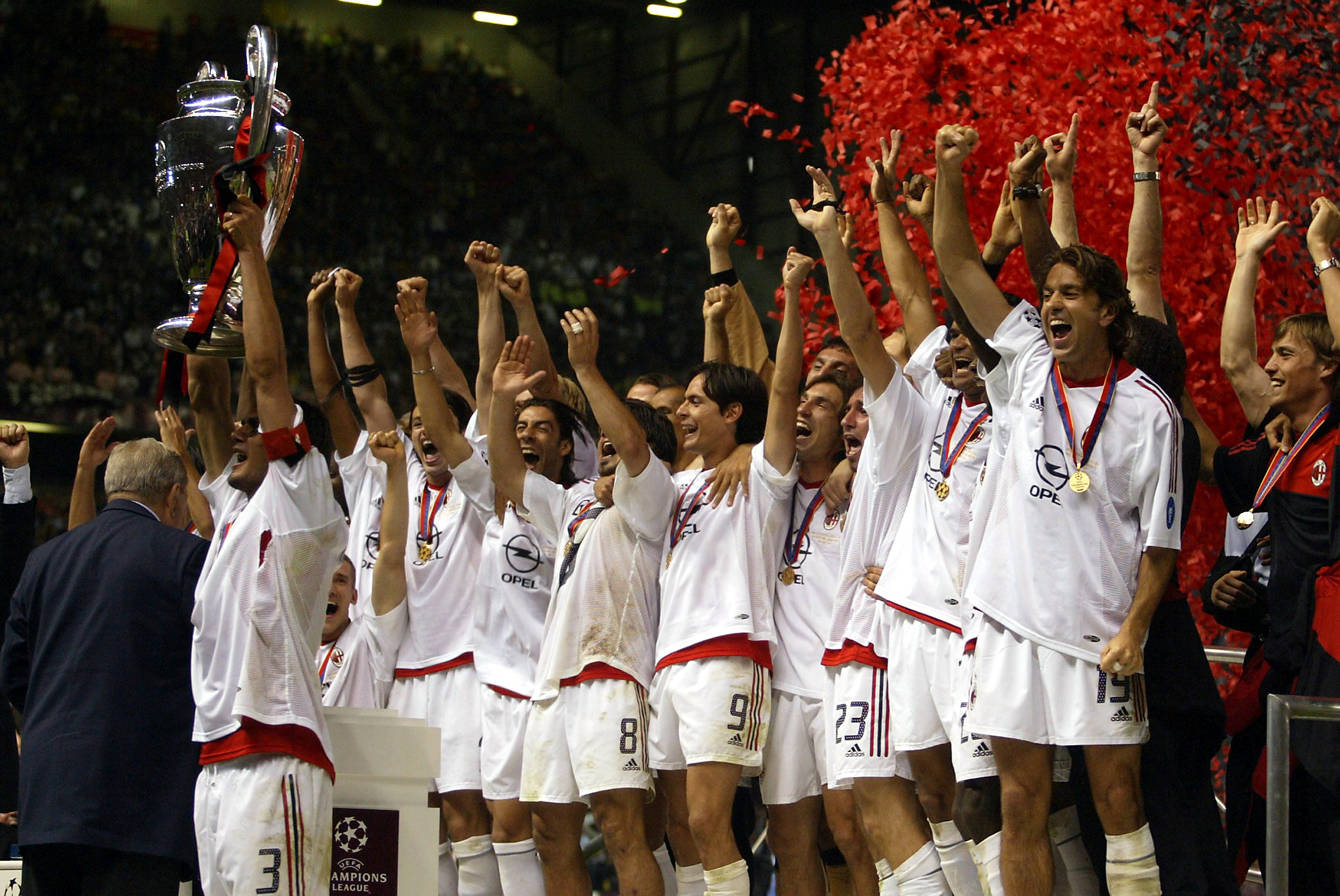
Inzaghi und die Mannschaft der AC Mailand bei der Siegerehrung nach dem Endspiel der UEFA Champions League 2002/03

- Italienische Serie-B-Meisterschaft: 1994/95

 Juventus Turin 
- Italienische Meisterschaft: 1997/98
- UEFA Intertoto Cup: 1999

 AC Mailand 
- UEFA Champions League (2): 2002/03, 2006/07
- FIFA-Klub-Weltmeisterschaft: 2007
- UEFA Super Cup (2): 2003, 2007
- Italienische Meisterschaft (2): 2003/04, 2010/11
- Italienischer Pokal: 2002/03
- Italienischer Supercup: 2004

 Persönliche Auszeichnungen 
- Torschützenkönig in der Serie A: 1996/97
- Nachwuchsspieler des Jahres in der Serie A: 1997

 Sonstiges 
- Ritter (2000) und Offizier (2006) des Verdienstordens der Italienischen Republik

## Trainerkarriere

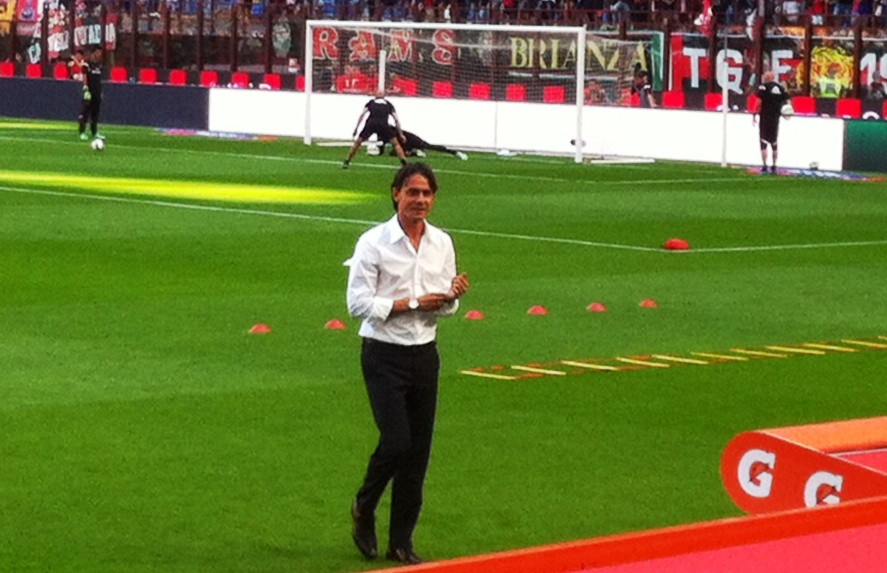
Inzaghi als Trainer der AC Mailand (2014)

Nach Auslaufen seines Vertrages bei der AC Mailand nach der Saison 2011/12 wurde er dort Jugendtrainer im U-16-Bereich. 2013 wurde er Cheftrainer der ersten Jugendmannschaft, AC Mailand Primavera, die in der eigens für Jugendteams vorgesehenen Campionato Nazionale Primavera antritt.
Zur Saison 2014/15 übernahm Inzaghi das Profiteam vom entlassenen Clarence Seedorf. Nach einer Saison und einem für Vereinsverhältnisse enttäuschenden zehnten Platz, der das erneute Verpassen des internationalen Wettbewerbs bedeutete, erklärte die AC Mailand am 16. Juni 2015 die Entlassung Inzaghis. Sein Nachfolger wurde der Serbe Siniša Mihajlović, der zuvor für zwei Spielzeiten den Ligakonkurrenten Sampdoria Genua trainiert hatte.
Es folgte für zwei Spielzeiten ein Engagement beim FC Venedig, mit dem der Aufstieg in die Serie B gelang.
Zur Saison 2018/19 übernahm Inzaghi den Posten von Roberto Donadoni beim FC Bologna in der Serie A. Bereits am 28. Januar 2019 wurde er als Trainer entlassen; sein Nachfolger wurde abermals Siniša Mihajlović.
Im Juni 2019 wurde er Cheftrainer des italienischen Zweitligisten Benevento Calcio und stieg mit der Mannschaft nach der Saison 2019/20 in die Serie A auf. Nach nur einer Spielzeit folgte der direkte Wiederabstieg in die Serie B. Daraufhin folgte die Trennung vom Verein und er wurde im Juni 2021 lückenlos Cheftrainer von Brescia Calcio. Im März 2022 wurde er entlassen. Im Juli 2022 wurde er Cheftrainer bei Reggina 1914, wo er bis Ende August 2023 aktiv war.
Im Oktober 2023 unterschrieb er für den Cheftrainerposten bei der US Salernitana. Der Vertrag lief bis 30. Juni 2024. Das folgende Jahr war er Trainer beim Pisa Sporting Club und schaffte den Aufstieg in die Serie A. Dennoch verließ er den Verein am Saisonende.

### Erfolge als Trainer

#### AC Mailand Primavera
- Torneo di Viareggio: 2014

#### FC Venedig
- Italienische Drittligameisterschaft: 2016/17
- Italienischer Serie-C-Pokalsieger: 2016/17

#### Benevento Calcio
- Italienische Zweitligameisterschaft: 2019/20

## Familie
Filippo Inzaghis jüngerer Bruder Simone Inzaghi war ebenfalls italienischer Nationalstürmer und ist mittlerweile ebenfalls Trainer.